# Jag tror på sommaren
Jag tror på sommaren är en sommarsång skriven av Stig Olin, och inspelad av sonen Mats Olin samt utgiven på singel 1967. Mats Olins version blev en hit på Svensktoppen i 12 veckor under perioden 21 maj till 6 augusti 1967.
Sången skrevs till sista sändningen för höstsäsongen av Frukostklubben den 21 december 1966 på uppdrag av producenten Bertil Perrolf, och Stig Olin sjöng den i programmet tillsammans med hustrun Britta Holmberg och barnen Mats och Lena. Mats sjöng den 1967 i Hylands hörna.